# 오사까의 외로운 별
"오사까의 외로운 별"은 1980년에 개봉한 대한민국의 영화이다.

## 캐스팅
- 김희라
- 이경실
- 박근형
- 한소룡
- 정준
- 김기종
- 이경희
- 김영인
- 신찬일
- 최준
- 최재호
- 배수천
- 조춘
- 나갑성
- 마도식
- 한명환
- 길달호
- 이지산
- 강철
- 박종설
- 조성구
- 이경우
- 박양근
- 이화진
- 홍충길
- 송정모
- 조양석
- 조갑석
- 박원숙 (특별출연)
- 김보미 (특별출연)